# Letni Olimpijski Festiwal Młodzieży Europy 2022
16. Letni Olimpijski Festiwal Młodzieży Europy 2022 został rozegrany w dniach 24–30 lipca w słowackiej Bańskiej Bystrzycy.

## Wybór gospodarza
Pierwotnie gospodarzem miały być Koszyce, ale wycofały się z goszczenia festiwalu w kwietniu 2019 r. z powodu problemów finansowych. Bańska Bystrzyca została wybrana na nowego gospodarza w maju 2019 roku. Pierwotnie festiwal zaplanowany był na okres od 24 lipca do 1 sierpnia 2021 r., 7 maja 2020 r. ogłoszono, że igrzyska zostaną przeniesione na 2022 r. w wyniku pandemii COVID-19.

## Dyscypliny
- Badminton (szczegóły)
- Gimnastyka artystyczna (szczegóły)
- Judo (szczegóły)
- Kolarstwo szosowe (szczegóły)
- Koszykówka (szczegóły)
- Lekkoatletyka (szczegóły)
- Piłka ręczna (szczegóły)
- Piłka siatkowa (szczegóły)
- Pływanie (szczegóły)
- Tenis ziemny (szczegóły)

## Obiekty
| Miejsce                                           | Dyscyplina             |
| ------------------------------------------------- | ---------------------- |
| Stadion SNP, Bańska Bystrzyca                     | Lekkoatletyka          |
| Sala do koszykówki, Badín                         | Koszykówka             |
| Uniwersytecka Hala Koszykówki, Bańska Bystrzyca   | Koszykówka             |
| Park Sportowy, Bańska Bystrzyca                   | Badminton              |
| Trasy miejskie, Bańska Bystrzyca                  | Kolarstwo szosowe      |
| Park Sportowy, Bańska Bystrzyca                   | Judo                   |
| Hala piłki ręcznej, Detva                         | Piłka ręczna           |
| Hala piłki ręcznej, Zwoleń                        | Piłka ręczna           |
| Park Sportowy, Bańska Bystrzyca                   | Pływanie               |
| Stadion Gimnastyki Artystycznej, Bańska Bystrzyca | Gimnastyka artystyczna |
| Park Sportowy, Bańska Bystrzyca                   | Tenis                  |
| Hala siatkarska, Slovenská Ľupča                  | Siatkówka              |
| Hala siatkarska, Zwoleń                           | Siatkówka              |

## Uczestniczące państwa
- Albania
- Andora
- Armenia
- Austria
- Azerbejdżan
- Belgia
- Bośnia i Hercegowina
- Bułgaria
- Chorwacja
- Cypr
- Czarnogóra
- Czechy
- Dania
- Estonia
- Finlandia
- Francja
- Grecja
- Gruzja
- Hiszpania
- Holandia
- Irlandia
- Islandia
- Izrael
- Kosowo
- Litwa
- Luksemburg
- Łotwa
- Macedonia Północna
- Malta
- Mołdawia
- Monako
- Niemcy
- Norwegia
- Polska
- Portugalia
- Rumunia
- San Marino
- Serbia
- Słowacja
- Słowenia
- Szwajcaria
- Szwecja
- Turcja
- Ukraina
- Węgry
- Wielka Brytania
- Włochy